# Goce Georgievski
Goce Georgievski (mazedonisch Гоце Георгиевски; * 12. Februar 1987 in Skopje, SR Mazedonien, SFR Jugoslawien) ist ein mazedonischer Handballspieler, der zumeist auf Rechtsaußen eingesetzt wird.
Der 1,85 m große und 83 kg schwere Linkshänder spielt seit seiner Jugend für den RK Metalurg Skopje und steht seit 2006 im Profikader. Mit Metalurg wurde er 2008, 2010, 2011, 2012 und 2014 mazedonischer Meister sowie 2009, 2010, 2011 und 2013 Pokalsieger. International erreichte er die Gruppenphase der EHF Champions League 2006/07, das Viertelfinale im EHF-Pokal 2007/08 und im EHF-Europapokal der Pokalsieger 2008/09, das Achtelfinale im EHF-Europapokal der Pokalsieger 2009/10, im EHF-Pokal 2010/11 und in der EHF Champions League 2011/12. In der Königsklasse kam er 2012/13 und 2013/14 jeweils ins Viertelfinale. Goce schloss sich im März 2015 dem französischen Erstligisten Fenix Toulouse Handball an, nachdem sein Vertrag mit Metalurg, der finanziell angeschlagenen war, aufgelöst wurde. Im Sommer 2016 wechselte er zum rumänischen Erstligisten CSM Bukarest. Mit CSM Bukarest gewann er 2019 den EHF Challenge Cup. Im Sommer 2020 wechselte er zum nordmazedonischen Erstligisten RK Vardar Skopje. 2021 und 2022 gewann er mit Vardar die nordmazedonische Meisterschaft sowie 2021 und 2022 den nordmazedonischen Pokal.
Mit der Mazedonischen Nationalmannschaft nahm Goce Georgievski an der Weltmeisterschaft 2013 und der Europameisterschaft 2014 teil, bei der er 14 Tore in sechs Spielen warf und den 10. Platz belegte. Bei der Europameisterschaft 2012 stand er im vorläufigen Aufgebot. Bisher bestritt er 125 Länderspiele, in denen er 286 Tore erzielte.